# Meilleurs extraits des deux concerts à Paris
Albums de Bérurier Noir
Nada
Meilleurs extraits des deux concerts à Paris est une cassette audio de Bérurier Noir sortie en 1983. Il s'agit de la première production audio du groupe.

## Genèse
Après le premier concert du groupe en février 1983 les membres de Bérurier Noir se mettent à démarcher plusieurs petits labels indépendants. Finalement le label V.I.S.A. (Visuel Image Son Archive), un petit label qui éditait des cassettes de groupes se produisant à l’usine Pali-Kao (une usine squattée où de nombreux groupes alternatifs se produisaient dans les années 1980), accepte de produire le groupe. C'est ainsi que la cassette audio Meilleurs extraits des deux concerts à Paris, première production du groupe, sort en 1983 sur ce label.
Comme son nom l’indique cette cassette est constituée d’extraits de deux concerts du groupe, enregistrés à Paris.
Le premier de ces deux concerts est celui du 19 février 1983 à l’usine Pali-Kao (dans le 20e) qui occupe les 8 premiers titres de la cassette (J'ai peur, Manifeste, Nada, Les béruriers sont les rois, Il tua son petit frère, Hôpital lobotomie, Traumatisme les éléphants, Lobotomie hôpital). Ce concert est par ailleurs le premier concert donné par Bérurier Noir.
Le second concert, qui s’est déroulé le 1er juin 1983 à la Salle de la Roquette, occupe lui les titres 9 à 12 (Fin du discours crosses - Les bûcherons, Chromosome Y, Frères d’armes, Hôpital de force (version chorale)).
Cette cassette fut compilée en 1998 sur l'album La Bataille de Pali-Kao.

## Liste des titres
1. J'ai peur
2. Manifeste
3. Nada
4. Les Béruriers sont les rois
5. Il tua son petit frère
6. Hôpital lobotomie
7. Traumatisme les éléphants
8. Lobotomie hôpital
9. Fin du discours crosses - Les bûcherons
10. Chromosome Y
11. Frères d'armes
12. Hôpital de force (version chorale)